# فيليب سعد
فيليب سعد (بالبرتغالية: Felipe Saad‏) (11 سبتمبر 1983 بسانتوس، ساو باولو في البرازيل - ) هو لاعب كرة قدم برازيلي في مركز الدفاع. لعب مع بوتافوغو ريغاتاس ونادي أجاكسيو ونادي إيفيان ونادي ستراسبورغ ونادي غانغون ونادي فيتوريا ونادي كاين ونادي بايساندو ‏.

## روابط خارجية
- فيليب سعد على موقع رابطة كرة القدم الفرنسية للمحترفين (الإنجليزية)
- فيليب سعد على موقع إي إس بي إن إف سي (الإنجليزية)
- فيليب سعد على موقع قاعدة بيانات كرة القدم.إي يو (الإنجليزية)
- فيليب سعد على موقع ليكيب (الفرنسية)
- فيليب سعد على موقع Soccerbase.com (لاعب) (الإنجليزية)
- فيليب سعد على موقع Soccerway.com (الإنجليزية)
- فيليب سعد على موقع كووورة
- فيليب سعد على موقع AS.com (الإسبانية)